# 法印
法印（ほういん、梵: dharmoddāna [dharma-uddāna], 音訳: 達磨憂檀那）とは、仏教の特徴をあらわすしるしを意味する。法印とされる3つないし4つの経句は三法印、四法印と呼ばれ、中国仏教で経典の仏説・非仏説を識別する判定規準とみなされた。三法印、四法印を構成する教説は初期仏教から存在するが、法印という用語自体は後代に成立したものであり、漢訳語の初出は5世紀の鳩摩羅什と言われる。法印のパーリ語における対応語は現存資料には見出されない。

## 三法印と四法印
一般に法印に挙げられるのは以下の4項である。
1. 諸行無常 （巴: sabbe saṅkhārā aniccā）
2. 一切行苦 （巴: sabbe saṅkhārā dukkhā）
3. 諸法無我 （巴: sabbe dhammā anattā）
4. 涅槃寂静 （巴: santaṁ nibbānaṁ）

これらは初期仏教以来の仏法の要となる教えであるが、後世、「一切行苦」を除く3句をまとめて三法印という。また、「一切行苦」を含む4句が四法印である。智顗の著作『法華玄義』では、三法印は小乗の教説と非仏説とを区別する標徴であるとされた。
初期教典には三法印の説はみられないが、上記4項のうち「涅槃寂静」を除く前3項にあたる「無常・苦・無我」は、『ダンマパダ』をはじめとする初期教典、パーリ経蔵や漢訳の阿含経にしばしば説かれている。パーリ仏教ではこの3句をまとめて「3つの特相」(巴: tilakkhaṇa）とする。なお、三法印は漢訳仏教圏で普及した用語であり、パーリ聖典にはこれに対応する用語はない。

## 一実相印
智顗は『法華玄義』において、三法印は小乗の仏説であって大乗の法印は諸法実相印のみであると主張した。